# Río Aube
El río Aube (en francés: rivière Aube, lit. 'río [de la] Aurora') es un río de Francia, afluente por la derecha del río Sena. Nace en el departamento de Alto Marne, cerca de Praslay y desemboca tras un curso de 248 km por los departamentos de Alto Marne, Côte-d'Or, Aube y, en su tramo final, por el de Marne. Desemboca cerca de Marcilly-sur-Seine. La ciudad más importante de su curso es Bar-sur-Aube.
Tuvo riadas en los años 1910 y 1983.
Los principales afluentes del Aube son los ríos: Aujon (68 km), Voire (56,1 km), Ravet, Huitrelle (23,4 km), Herbissonne (14,4 km), Barbuise (35,7 km) y Superbe (39,5 km). Auzon (39,5 km),

## Etimología
El nombre del río está documentado en las formas latinas Albis (siglo VII), Alba (877).
Retoma la raíz precelta *alb- / *arv-, que se encuentra en muchos nombres de ríos: Albe, Aube, Aubance, Aubette, Blette, Albenche, Arve, Arveyron…

## Geografía

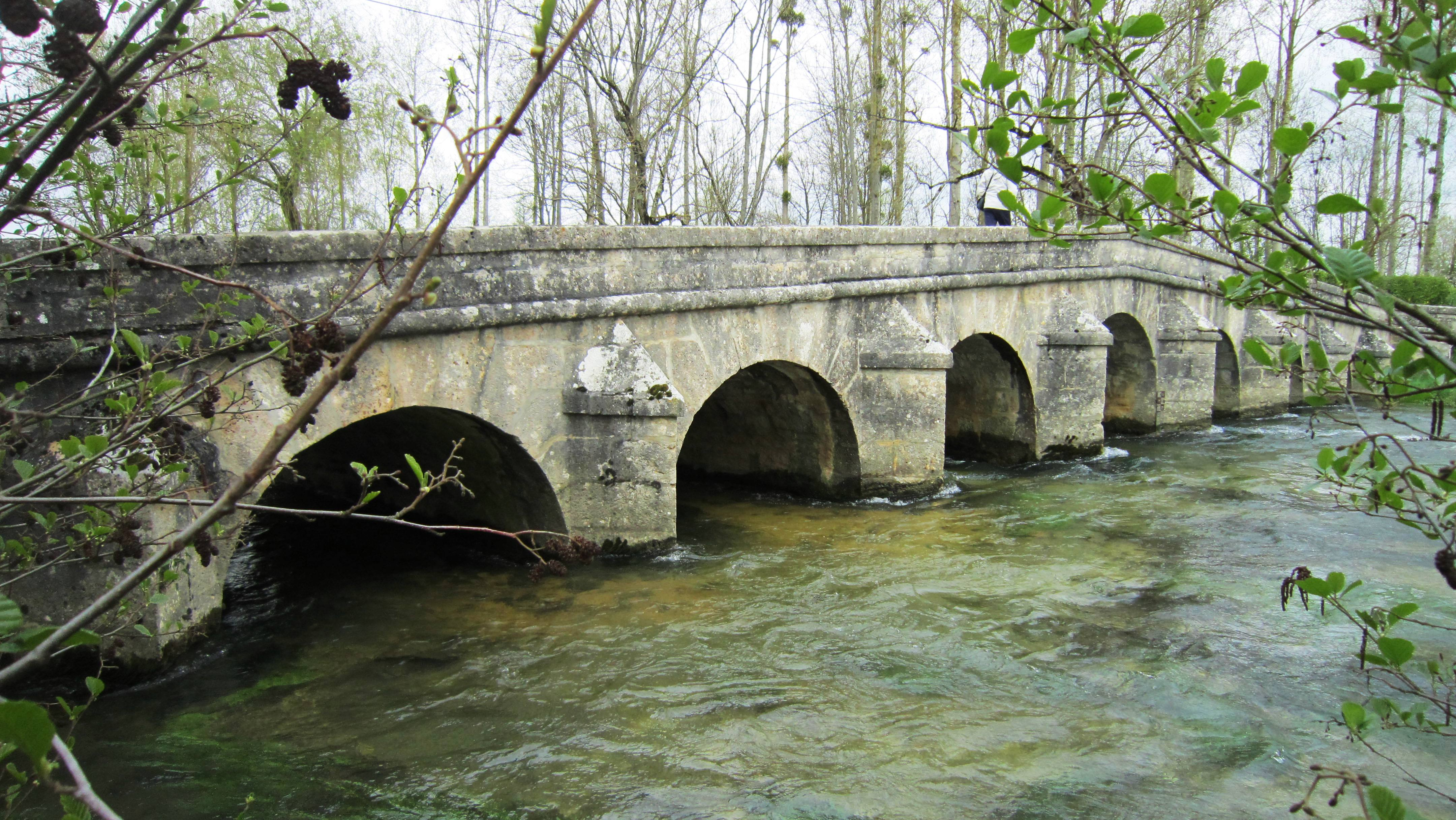
Puente del Abattoir en Montigny-sur-Aube

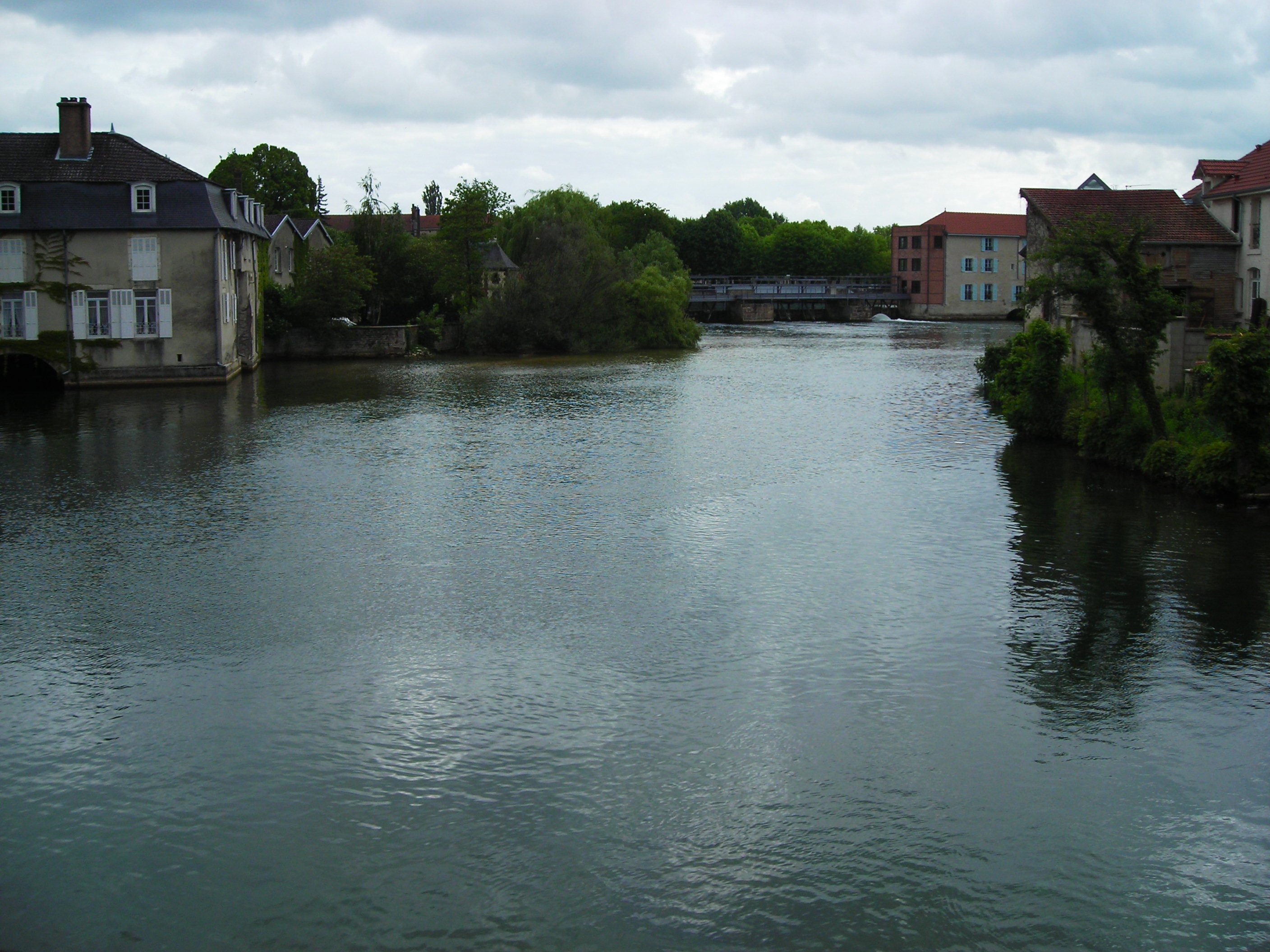
El río al salir de Bar-sur-Aube

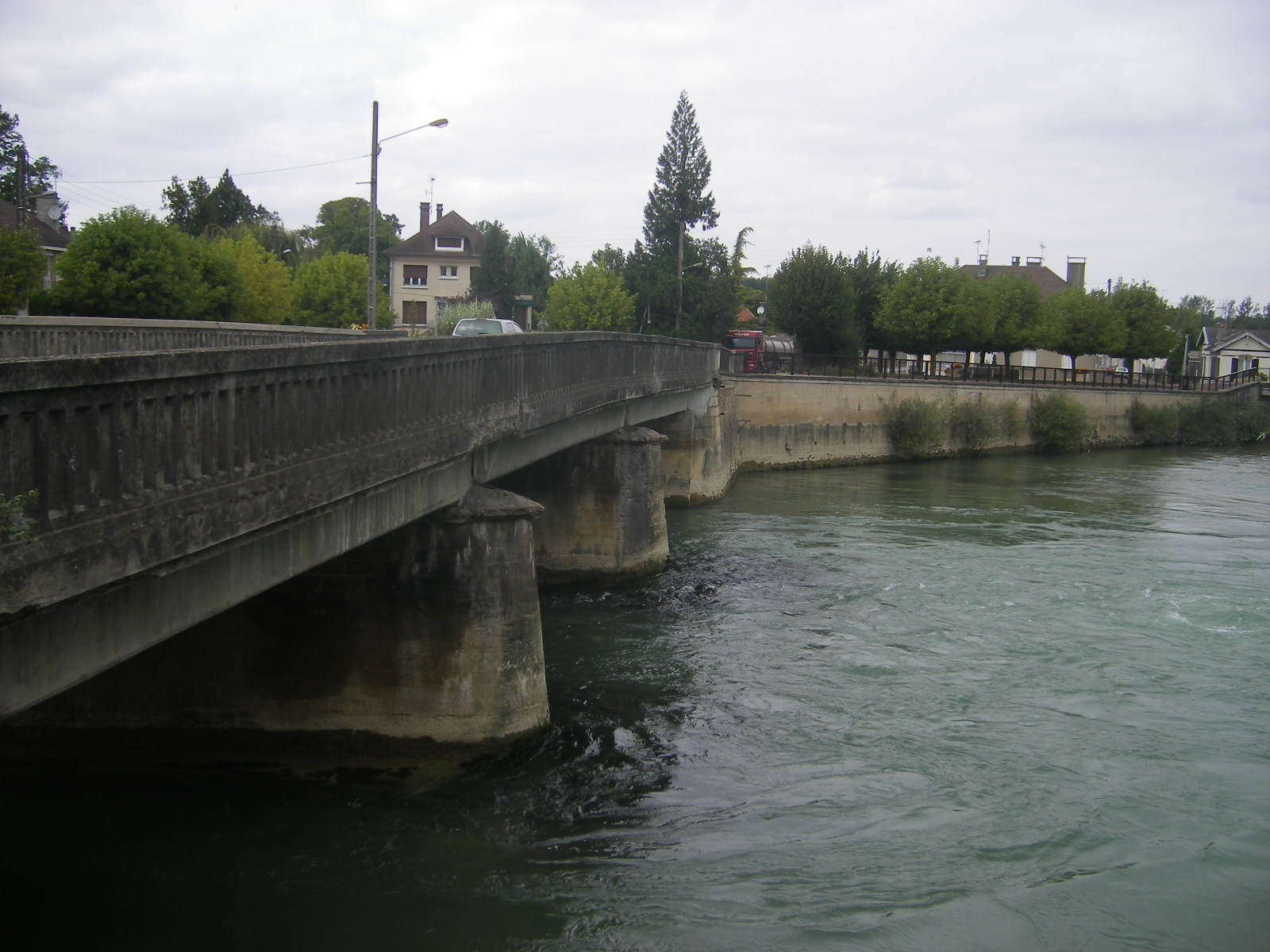
El río en Arcis-sur-Aube

El Aube nace en el departamento de Haute-Marne en la meseta de Langres cerca Praslay Praslay, a 380 m. En realidad, hay dos fuentes distantes unos 800 m una de otra. El río va hacia el norte durante unos veinte kilómetros hasta Dancevoir, donde recibe a su primer afluente importante, el Aubette. A continuación, entra en el departamento de Côte-d'Or. Su discurrir en este departamento dura solo unos diez kilómetros atravesando en especial la pequeña localidad de Montigny-sur-Aube. En Montigny, se orienta hacia el norte y retorna a Haute-Marne y después entra en el departamento de Aube, donde en Bayel toma un curso de nuevo hacia el noroeste. Pasa luego por Bar-sur-Aube, la ciudad más grande de su curso, y luego cruza los lagos de Amance y Temple. Después de eso, el río se encamina hacia el norte-noroeste y luego al oeste a partir de Arcis-sur-Aube antes de confluir con el Sena aguas arriba de Marcilly-sur-Seine, después de entrar en el departamento de Marne.
Las crecidas del Aube están regulados por los lagos Amance y Temple a través de un canal de suministro que se inicia aguas abajo de Trannes, en la presa de Beaulieu. El agua desviada alcanza el lago Amance comunicado con el lago Temple por un canal de unión. Los caudales regulados por los lagos se devuelven al lecho natural del Aube en Mathaux a través de un canal de retorno (lago Temple) y/o a través del río Amance (lago Amance). Los lagos también tienen una función de soportar el bajo caudal en verano. Su llenado se hace desde finales del otoño hasta finales de junio y el drenaje durante el verano y el otoño.
El río dio su nombre al departamento de Aube.